# Municipio de Cusator
El municipio de Cusator (en inglés: Cusator Township) es un municipio ubicado en el condado de Stutsman en el estado estadounidense de Dakota del Norte. En el año 2010 tenía una población de 26 habitantes y una densidad poblacional de 0,28 personas por km².

## Geografía
El municipio de Cusator se encuentra ubicado en las coordenadas 46°44′49″N 98°59′51″O / 46.74694, -98.99750. Según la Oficina del Censo de los Estados Unidos, el municipio tiene una superficie total de 92.13 km², de la cual 90,33 km² corresponden a tierra firme y (1,95 %) 1,79 km² es agua.

## Demografía
Según el censo de 2010, había 26 personas residiendo en el municipio de Cusator. La densidad de población era de 0,28 hab./km². De los 26 habitantes, el municipio de Cusator estaba compuesto por el 100 % blancos. Del total de la población el 0 % eran hispanos o latinos de cualquier raza.